# بني ليت
بني ليت هي قرية مغربية شمال المملكة. تنتمي بني ليت لعمالة تطوان الساحلي. تضم هذه القرية 5.364 نسمة (إحصاء 2004).